# Дитрих IV (Лужица)
Дитрих IV от Лужица (Дицман) (на немски: Dietrich III (IV), наричан също Diezmann, * ок. 1260, † вероятно на 10 декември 1307 в Лайпциг) от род Ветини е от 1291 до 1303 г. като Дитрих IV маркграф на Марка Лужица, освен това от 1291 г. маркграф в Остерланд и от 1298 г. като Дитрих (I) ландграф на Тюрингия.
Той е третият син на ландграф Албрехт II от Майсен и на Маргарета фон Хоенщауфен (1237 – 1270), дъщерята на император Фридрих II от род Хоенщауфен.
На 24 юни 1270 г. майка му бяга от баща му от Вартбург и отива във Франкфурт на Майн, където умира на 8 август същата година. Дитрих и по-големият му брат Фридрих I отиват да живеят при чичо им маркграф Дитрих фон Ландсберг (1242 – 1285).
Понеже баща му предпочита по-малкия му полубрат му Апиц (Албрехт) (1270 – 1301) и го прави за свой наследник, той помага на брат си Фридрих († 1323) в боевете за неговите права и той става 1292 г. маркграф на Майсен и ландграф на Тюрингия.
Дитрих получава първо собственост в Плайсенланд, получава след смъртта на маркграф Хайнрих III през 1288 г. Марка Лужица и след смъртта на Фридрих Тута през 1291 г. Остерланд. През 1301 г. Дитрих купува от архиепископа на Магдебург Бурхард II фон Бланкенбург дворците Дройсиг и Бургвербен за 2000 стендалски сребърни марки. През 1303 г. Дитрих продава Марка Лужица на бранденбургската линия на Асканите.
Неговото наследство е откраднато от немския крал Адолф от Насау и си го получава обратно след неговото сваляне. Когато крал Албрехт I Хабсбургски с голяма войска нахлува в Остерланд, Дитрих и Фридрих начело на въоръжени граждани и селяни и Брауншвайгски конници го побеждават напълно в битката при Лука на 31 май 1307 г.
Дитрих умира на 10 декември 1307 г. в Лайпциг, вероятно е убит от един Филип от Насау в Томас-църквата в Лайпциг.

## Фамилия
Той се жени ок. 1295 г. за Юта, дъщеря на граф Бертхолд V/VIII фон Хенеберг и вероятно няма деца с права на наследници.